# Liodesmus
Liodesmus es un género extinto de peces actinopterigios prehistóricos. Fue descrito por Wagner en 1859.
Vivió en Alemania. Era piscívoro y nectobentónico.